# Apocalyptica
Apocalyptica so finska glasbena skupina, sestavljena iz treh čelistov (v začetku so bili štirje). Znani so po tem, da na čela izvajajo metal glasbo. Začeli so s preigravanjem Metallice in Sepulture, kmalu pa so začeli pisati avtorsko glasbo.

## Zasedba

### Trenutna zasedba
- Eicca Toppinen (Eino Toppinen)
- Paavo Lötjönen
- Perttu Kivilaakso

Na posnetkih in odru se jim večkrat pridruži bobnar Mikko Siren, drugače član finske glam rock skupine Megaphone.

### Nekdanji člani
- Antero Manninen
- Max Lilja

## Diskografija

#### Albumi
- Plays Metallica by four cellos (1996)
- Inquisiton symphony (1998)
- Cult (2000)
- Cult Special Edition (2001)
- Best of Apocalyptica (2002) (izdano le na Japonskem)
- Reflections (2003)
- Reflections Revised (2003)
- Apocalyptica (2005)
- Worlds Collide (2007)
- 7th Symphony (2010)
- Shadowmaker (2015)
- Cell-0 (2020)
- Plays Metallica Vol. 2 (2024)

#### Singli
- The Unforgiven (1996)
- Silent Night/ Little Drummer Boy (1996)
- Enter Sandman (1997)
- Harmageddon (1998)
- Nothing Else Matters (1998)
- Path (2000)
- Path Vol. 2 (2001)
- Hope Vol. 2 (2002)
- Somewhere around nothing (2003)
- Faraway Vol. 2 (2003)
- Seemann (2003)
- Bittersweet (2004)
- Wie weit/How far/En Vie (2005)
- Life Burns! (2005)
- Die Schlinge (2006)
- Repressed (2006)
- I'm Not Jesus (2007)
- S.O.S. (Anything but Love) (2008)
- I Don't Care (2008)
- End of Me (2010)
- Not Strong Enough (2010)
- Not Strong Enough (2011) (ameriška verzija)
- "Cold Blood" (2015)
- "Sin in Justice" (2015)
- "Me melkein kuoltiin" (2019)

#### DVD
- Live (in Munich) (2001)
- Reflections (2003) (Dodatek albumu Reflections Revised)
- The Life Burns Tour (2006)